# Death Ship
Death Ship (br O Navio Fantasma) é um filme de terror britano-canadense de 1980 dirigido por Alvin Rakoff.
SINOPSE:
Prickly Captain Ashland lidera seu navio de cruzeiro em sua viagem final, com a presença de seu substituto Trevor Marshall, que trouxe sua família. No meio da noite, seguindo uma rota rotineira do Caribe, o radar detecta um misterioso cargueiro preto em rota de colisão que combina com o rumo, independentemente de manobras evasivas. Apesar dos esforços de Ashland, os barcos colidem, afundando o navio de cruzeiro e levando consigo a maior parte de sua tripulação e passageiros.
No dia seguinte, um punhado de sobreviventes - Marshall, sua esposa Margaret, seus filhos Robin e Ben, um jovem oficial chamado Nick e seu interesse amoroso Lori, a cômica Jackie do navio e uma passageira, a sra. Morgan - estão à deriva pedaço de destroços. Ashland aparece por perto e ele é trazido a bordo, quase inconsciente. Mais tarde, os sobreviventes encontram o cargueiro preto, sem saber que é o navio que os atacou. Encontrando uma escada de embarque pendurada na popa, eles sobem a bordo, mas não antes que a escada mergulhe no mar enquanto os oficiais tentam escalá-la com o Ashland ferido. Quando todos finalmente estão a bordo, Jackie tenta reunir os sobreviventes com humor, mas um cabo o prende pelo tornozelo, e ele é empurrado para fora por um dos guindastes do navio, que o abaixa na água antes de soltá-lo, para ser varrido. popa e perdida.
Chocados, os sobreviventes exploram os corredores do navio vazio e ecoante, encontrando apenas teias de aranha e recordações da década de 1930. As escotilhas abrem e fecham sozinhas e as luzes acendem e apagam enquanto um bloco oscilante bate em Nick, que está explorando o convés acima. Enquanto isso, Ashland delirante ouve uma voz misteriosa e sem corpo falando com ele em alemão. Os outros finalmente se instalaram em uma sala empoeirada e se separaram para recuperar suprimentos e o capitão ferido. A Sra. Morgan encontra um gramofone e um projetor de filmes que de repente se ligam. Enquanto assiste ao filme (Everything Is Rhythm, de 1936) e come um pedaço de balas de um dos armários do navio, ela começa a se decompor e fica grotescamente deformada. Aterrorizada, ela volta para o quarto de beliche, onde Ashland possuída a estrangula.
Agora acordado, e aparentemente possuído pelo capitão morto do navio, Ashland veste um uniforme de oficial da Kriegsmarine e anuncia que ele é o capitão. Marshall e Nick fazem uma descoberta assustadora: o navio já foi um navio na prisão nazista e os fantasmas de seus presos e tripulação ainda estão a bordo. Ao visitar a sala das cartas, eles vêem que o mapa do curso do navio mostra que ele apenas viaja ao redor do Atlântico em enormes círculos. Ambos decidem fugir, mas são frustrados quando os botes salva-vidas do navio se afundam no mar sozinhos e se afastam. Desesperados, os sobreviventes tentam descansar um pouco, mas são mais provocados por Ashland, que agora ronda as passagens do navio. Enquanto as crianças tropeçam em uma sala de rádio que começa a tocar "Horst-Wessel-Lied", Lori fica chocada quando a água do chuveiro se transforma em sangue. Ela é jogada ao mar por Ashland.
Marshall e Nick são atacados pelo zumbido penetrante dos eletrônicos do navio, quando o projetor agora começa a mostrar imagens antigas de Adolf Hitler no noticiário. Nick investe contra Ashland, mas mergulha em uma rede segurando restos esqueléticos, onde Ashland o afoga. Ashland diz a Marshall que o navio é possuído pelos espíritos de sua tripulação há muito morta e caça outros barcos em seu caminho, destruindo-os e atraindo os sobreviventes a bordo para matá-los e se alimentar de sangue. Marshall consegue esfaquear Ashland, aparentemente, matando-o e parando o navio. Procurando lá embaixo, Marshall encontra uma balsa salva-vidas em um freezer cheio de corpos congelados de aviadores da RAF e de marinheiros soviéticos, mas quando as crianças pulam, Margaret é capturada por um Ashland ressuscitado e presa em um armário de correntes. Marshall é nocauteado por Ashland, mas acorda a tempo de encontrar Margaret, que escapou do armário. O capitão Ashland tenta atirar na família Marshall em fuga.
Enquanto isso, os espíritos da tripulação detectam outro navio de cruzeiro e começam a persegui-lo, ignorando Ashland, que quer que ele corra pela balsa dos Marshalls. Tentando retomar o controle do navio, Ashland entra na sala de máquinas e atira nas máquinas em vão, mas cai no mecanismo de direção e é esmagado até a morte. Seus gritos de agonia ecoam por todo o navio, juntando-se aos de suas vítimas anteriores. Acima, os Marshalls se alegram quando o cargueiro se vira e se afasta. Depois de algum tempo à deriva, eles são vistos por um helicóptero de busca e resgatados.
O Navio da Morte é mostrado subindo a toda velocidade, os fantasmas da tripulação anunciando "Inimigo à vista!" em alemão. Ele se dirige para outro navio de passageiros, e os sons da colisão são acompanhados pelo toque triunfante de sua buzina.